# Kornevo
Kornevo (jusqu'en 1947 : Zinten, en allemand) est une localité du raïon de Bagrationovsk en Russie baltique (oblast de Kaliningrad). Elle est traversée par la rivière Kornevka (avant 1947 : Stradick, en allemand). La ville de Zinten, elle-même, a disparu des suites de la Seconde Guerre mondiale.

## Histoire

### De 1313 à 1815
La paroisse de Zinten est fondée en 1313 par l'Ordre Teutonique et obtient les privilèges du droit de Culm en 1352 avec son blason. Son nom provient du vieux-prussien Zin qui signifie important, sans doute en référence à un ancien chef de tribu du lieu avant l'arrivée des chevaliers teutoniques. La ville située sur la petite rivière, appelée le Stradick, permet à l'Ordre de tenir un lieu de marché important pour  cette zone, avec une petite citadelle, la ville étant entourée de remparts avec des tours et un moulin qui rapporte des revenus importants.
Les troupes du roi de Pologne envahissent la ville après la bataille de Grunwald en 1410.
La paroisse appartient au début au diocèse de Varmie, mais après 1466 et la seconde paix de Thorn qui partage les possessions de l'Ordre Teutonique, Zinten se trouve avec Heiligenbeil à côté, dans les terres de Natanguie qui seront intégrées au duché de Prusse. En effet, lorsque le grand-maître de l'Ordre, Albert, se rebelle contre son oncle, le roi de Pologne Sigismond, les Polonais envahissent à nouveau la ville en 1520. Lorsque la région embrasse la nouvelle Réforme protestante en 1525, l'évêque catholique du lieu et les habitants de la paroisse ne veulent pas se soumettre et chassent les prédicateurs luthériens. Mais finalement la ville se soumet par la suite, puis elle connaît une période d'embellie économique. Survient plus tard une époque d'épidémies et de guerres qui appauvrissent la ville, comme la prise de la ville en 1628 pendant la première guerre polono-suédoise. L'église principale brûle en 1716 à cause d'un incendie provoqué par la foudre puis elle est restaurée. Zinten est jusqu'au début du XIXe siècle une ville qui vit essentiellement de l'artisanat et de l'agriculture. Elle est aussi réputée pour sa spécialité qui est le tissage du drap. La ville subit le passage des troupes de différentes puissances étrangères pendant les Guerres napoléoniennes et, en premier lieu, celles de Napoléon. La province de Prusse-Orientale est le théâtre de plusieurs batailles importantes, comme celle d'Eylau. La paix revenue, Zinten connaît une période ininterrompue de prospérité jusqu'à la Première Guerre mondiale.

### De1815à1939
Zinten devient en 1818, au moment de la réforme administrative du royaume de Prusse, chef-lieu d'arrondissement, mais l'année suivante l'arrondissement est renommé arrondissement d'Heiligenbeil et l'administration d'arrondissement déménage ensuite en 1876 dans cette ville. Jusqu'en mars 1945, la ville fait donc partie de l'arrondissement d'Heiligenbeil du district de Königsberg qui forme la partie occidentale de la province de Prusse-Orientale. Les portes médiévales de la ville sont détruites en 1847 pour permettre l'agrandissement de la petite agglomération. Celle-ci profite en effet depuis dix ans (1837) de la fondation  d'une petite fabrique sidérurgique en amont du Stradick et aussi d'une grande minoterie au bord de la rivière, l'ensemble formant plus tard la compagnie Rudolfshammer. Une école secondaire est construite, une caisse d'épargne, une caserne de pompiers puis une caisse d'assurances sociales sont créées. De nouveaux puits et fontaines sont creusés.
Zinten est reliée au chemin de fer en 1885. Elle atteint une population de plus de six mille habitants en 1939. La ligne de chemin de fer est modernisée en 1930. Zinten est reliée alors à quatre destinations: Preußisch Eylau (aujourd'hui Bagrationovsk), Heiligenbeil (aujourd'hui Mamonovo), Kobbelbude (aujourd'hui Svetloïe (de)) et au sud vers la Varmie et le sud de la Prusse-Orientale, dans le territoire actuel de la Pologne. Toutes ces lignes ont été détruites après la guerre. Zinten connaît de grands changements à la fin des années 1920 et pendant les années 1930, lorsque le syndicat d'initiative est fondé et que le Waldbad est aménagé. Il s'agit d'un vaste lac artificiel pour la baignade avec les installations des plus modernes et l'on construit aussi une piste de saut à ski pour l'hiver. La ville a plusieurs hôtels (dont l'Hötel Central, avenue de la Gare) et les environs sont une zone touristique prisée par les Allemands, grâce à la proximité de la lagune. Zinten double sa population en vingt ans. Elle se trouve à trente-cinq minutes de chemin de fer de Königsberg.

### De 1939 à1945
Zinten devient ville de garnison en 1938 et abrite un régiment de Panzer à la caserne de Seydlitz. De nouveaux logements sont construits pour les militaires et leurs familles, ainsi que pour les nouveaux arrivants et travailleurs.
C'est à partir de fin juillet (bombardement de Königsberg par l'aviation anglo-américaine), et encore plus à l'automne, 1944 que la situation change, lorsque le front de l'est se rapproche, provoquant l'arrivée de longues files de réfugiés. 
Lorsque Zinten se trouve enfermée dans l'encerclement d'Heiligenbeil en février 1945, la ville, qui n'avait pas été touchée par la guerre, souffre de bombardements massifs et est totalement détruite, tandis que la presque totalité de ses habitants la fuit par la mer gelée. 
Après l'entrée de l'Armée rouge et la reconfiguration des frontières, Zinten se trouve au nord de la frontière russo-polonaise, en zone interdite. Les ruines sont renommées Kornevo le 25 juin 1947, en hommage à un capitaine soviétique du nom de Kornev, tué à Zinten au printemps 1945, et la zone à côté est repeuplée de quelques familles venues de Russie centrale, dans les années suivantes.
La vieille ville n'a pas été reconstruite et l'endroit se trouve toujours dans un état pitoyable. Il ne reste que des fragments d'un mur de l'ancienne église du XIVe siècle, ainsi que le château d'eau en ruines et les restes de l'ancien moulin de Pauly qui faisait partie de la minoterie. La localité a donc perdu son statut de ville. Quelques constructions ont vu le jour dans les années 1950, à la périphérie, mais elles se sont rapidement endommagées puis ont été abandonnées et ont disparu. Quant à l'endroit de la ville elle-même, il n'en reste que des prés et des bois et une dizaine de maisons éparpillées habitées par les villageois actuels. Les pierres et les briques des ruines ont été utilisées pour la reconstruction de Léningrad.

## Démographie
- 1800: 1 367
- 1840: 2 187
- 1875: 3 201
- 1890: 3 360 (dont 58 catholiques et 55 juifs)
- 1910: 3 585
- 1939: 5 801

Recensements et estimations de la population,:
| 2002* | 2010* | - |
| ----- | ----- | - |
| 1 870 | 1 912 | - |